# Ines Martin
Ines Martin (* 6. Mai 1964) ist eine ehemalige deutsche Fußballspielerin.

## Karriere
Martin gehörte dem Erkelenzer Stadtteilverein STV Lövenich als Torhüterin an. Sie kam zum Teil als zweite Torhüterin hinter Gabi Wego von 1986 bis 1992 und von 1993 bis 1996 in der Regionalliga West zum Einsatz, bevor sie ihre Spielerkarriere beendete.
Mit dem STV Lövenich erreichte sie 1987 – als Ersatztorhüterin – das Finale um den Vereinspokal, der jedoch dem TSV Siegen am 20. Juni 1987 im Olympiastadion Berlin mit 2:5 unterlegen war.
Nachdem ihre Mannschaft die Saison 1990/91 als Zweitplatzierte abgeschlossen hatte, scheiterte sie um ein fehlendes Tor an Tennis Borussia Berlin in der Aufstiegsrunde für die Bundesliga. Sowohl die Saison 1991/92 als auch die anschließende Aufstiegsrunde in der Gruppe Nord konnte als Erstplatzierter beendet werden.
Die Saison 1992/93 bestritt sie als Spielführerin in der Gruppe Nord der seinerzeit zweigleisigen Bundesliga und debütierte am ersten Spieltag bei der 0:3-Niederlage gegen den TSV Fortuna Sachsenross aus Hannover. Außer am 5. Spieltag, bestritt sie 16 weitere Punktspiele. Als Neunte von zehn Mannschaften stieg sie am Saisonende in die Regionalliga West ab, in der sie noch die Plätze Drei, Vier und Sieben belegte.

## Erfolge
- DFB-Pokal-Finalist 1987 (als Ersatztorhüterin)
- Meister Regionalliga West 1992 und Aufstieg in die Bundesliga

## Anmerkung / Einzelnachweise
1. ↑  Statistik Bundesligasaison 1992/93
2. ↑  Zehn sehr schöne Jahre auf  rp-online.de vom 14. August 2012

| Personendaten    | Personendaten              |
| ---------------- | -------------------------- |
| NAME             | Martin, Ines               |
| KURZBESCHREIBUNG | deutsche Fußballtorhüterin |
| GEBURTSDATUM     | 6. Mai 1964                |